# One Astor Plaza
One Astor Plaza – wieżowiec przy Times Square, w dzielnicy Midtown Manhattan, w Nowym Jorku, w Stanach Zjednoczonych, o wysokości 227,08 m i 54 kondygnacjach. Budynek otwarto w 1972.